# Statuia Sfântului Florian din Arad
Statuia Sfântului Florian din Arad a fost ridicată în anul 1869 din donațiile familiei Dambacher și ale lui Anton Sachs și este opera unui artist necunoscut. Statuia îl reprezintă pe mucenicul Florian, patronul pompierilor, îmbrăcat în uniformă de ofițer roman, cu coif pe cap, având în mâna dreaptă un ulcior cu apă pentru stingerea incendiilor, iar în mâna stângă un steag.
Statuia este situată pe strada Adam Müller-Guttenbrunn (fostă Strada Lungă) colț cu strada Zimbrului (fostă strada Cazarmei) în dreptul nr. 135, peste drum de grădinița în a cărei clădire a funcționat în trecut școala din cartierul Aradul Nou, un cartier unde în secolele al XVIII-lea și al XIX-lea locuiau etnici majoritar germani, de rit romano-catolic.
Istoricul arădean Antoniu Martin relatează că în 1792 Aradul Nou a fost cuprins de un mare incendiu, care a făcut ravagii în gospodăriile etnicilor germani care populau localitatea. În mod miraculos, grație rugăciunilor adresate Sfântului Florian, a început să plouă și focul s-a stins. Statuia Sfântului Florian a fost ridicată prin donațiie făcute de câteva familii în semn de mulțumire pentru că le-a scăpat casele de flăcările incendiului devastator.